# كريستوفر ديفيد لي
كريستوفر ديفيد لي (بالإنجليزية: Christopher Lee)‏ هو صحفي وكاتب سيناريو أسترالي، ولد في 28 مارس 1947.

## روابط خارجية
- كريستوفر ديفيد لي على موقع IMDb (الإنجليزية)
- كريستوفر ديفيد لي على موقع قاعدة بيانات الفيلم (الإنجليزية)